# François Joseph Lefebvre
François Joseph Lefebvre, (n. la Rouffach pe 25 octombrie 1755 - d. la Paris pe 14 septembrie 1820), duce de Dantzig, general și mareșal francez. A făcut parte din prima „promoție” de mareșali (1804), fiind unul dintre cei 4 „mareșali onorifici”, dar în ciuda acestui statut onorific, a fost un comandat des utilizat de Napoleon.